# MÁV 424 sorozat

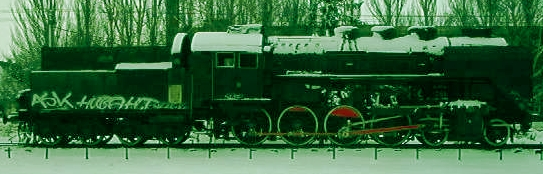
Az utoljára gyártott 424-es 2004-ig Gárdonyban volt kiállítva

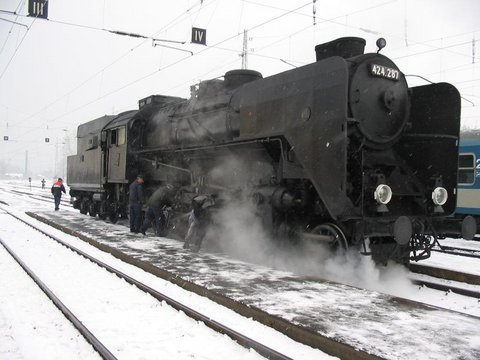
A MÁV Nosztalgia 424,287 mozdonya Vác állomáson 2005. december 20-án

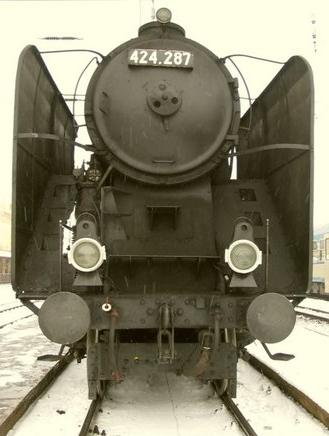
A MÁV Nosztalgia 424,287 mozdonya Vác állomáson 2005. december 20-án

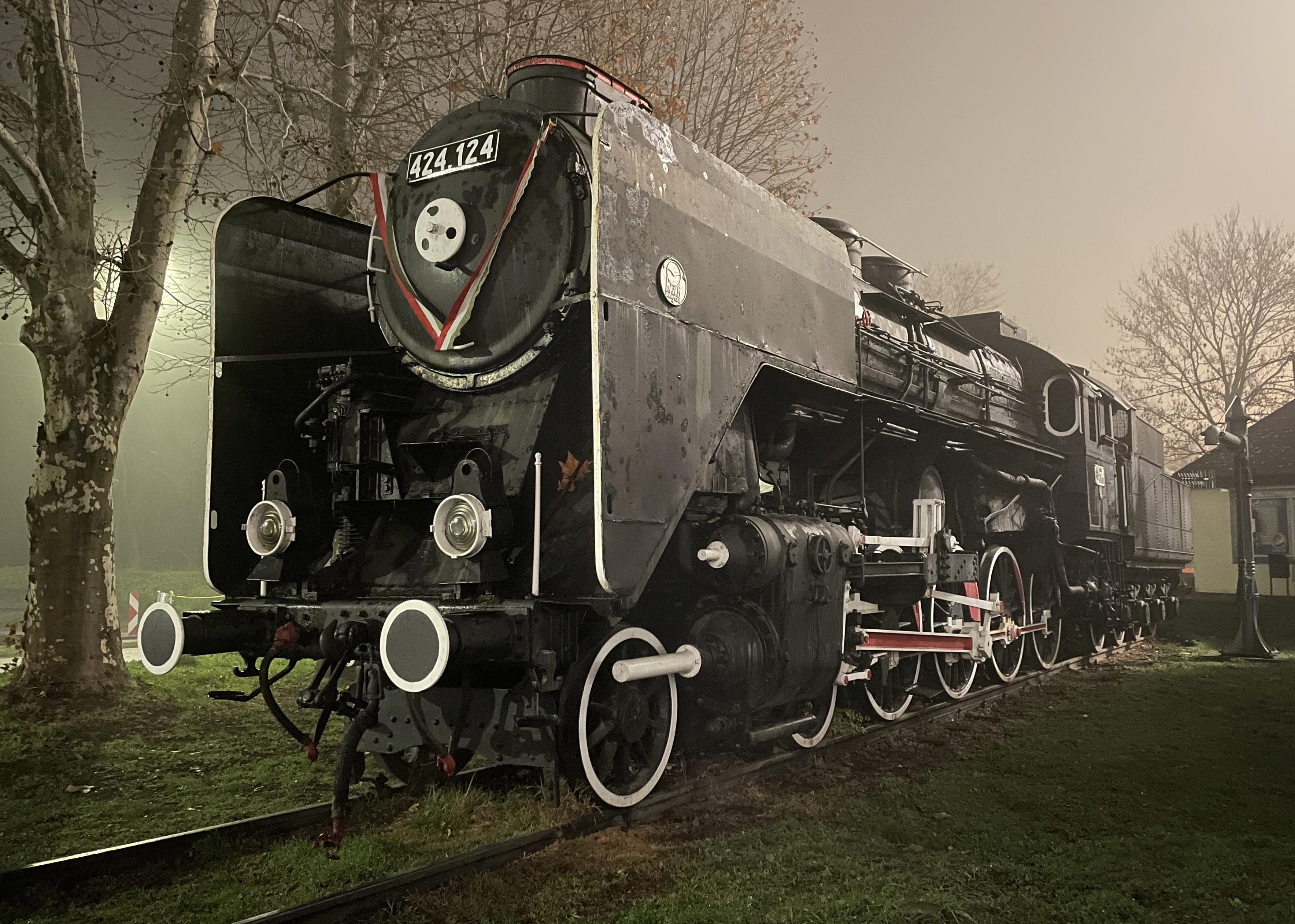
A Dombóvár vasútállomáson kiállított MÁV 424.124

A MÁV 424 sorozat egy legendás gőzmozdonytípus, ami a maga korában a magyar ipar büszkesége volt. Számos nosztalgikus műben tűnik fel, a szépirodalomban, a filmben, a popzenében, klubokban, az emberek emlékezetében, a modellezésben.

## Története
Az államvasutak az első hat mozdonyt 1918-ban rendelte meg. A 424,001-424,006 pályaszámú "Bivaly" vagy "Nurmi" becenevű gőzmozdonyokkal próbafutásokat végeztek, majd kialakították a végleges igényeket, de a gyártást csak az első világháború után tudták megkezdeni.
A Magyar Királyi Állami Vas-, Acél- és Gépgyárak 1924-től gyártotta a 424-es sorozatú, 2'D tengelyelrendezésű, univerzális, túlhevítős gőzmozdonyát. Próbaútját 1924. április 22-én tartották Budapest és Vác között. Kertész Béla mozdonykonstruktőr (1882–1970) irányította a tervezését, de a munkában részt vett a későbbi kormányzóhelyettes Horthy István is.
A sorozaton később több változást kísérleteztek ki. Legjelentősebb újítások a csillagfúvó, a Wagner-féle füstterelő, a kettős kémény, a székek és a habzásgátló alkalmazása volt.
A sorozat egyik legnagyobb kihívása az ingavonati közlekedés volt, mivel egy időben felmerült a gőzmozdonyok további alkalmazása a megfelelő dízel- és villanymozdonyok ideiglenes hiánya miatt.
Sor került jó néhány mozdony átalakítására, de a hátrameneti problémák – például jelentős sebességcsökkenés – miatt nem tudott teret nyerni ez az elgondolás.
Utolsó nagyobb újításként az 1960-as években a 411-es gőzmozdonyokkal együtt átalakítottak néhány 424-es mozdonyt fűtőolaj-tüzelésűvé, melynek köszönhetően a mozdonyok teljesítménye valamelyest megnőtt, de még így sem vehették fel a versenyt a MÁV új beszerzésű mozdonyaival.
Az 1960-as évektől álltak szolgálatba a megfelelő teljesítményű M61-es (Nohab) és M62-es ("Szergej") dízelmozdonyok, továbbá a fővonalakon a vasútvillamosítás is terjedni kezdett. Ezzel párhuzamosan a 424-esek szerepköre folyamatosan csökkent.
A sorozatot az 1980-as években kezdték selejtezni. Néhány mozdonyt guruló fűtőkazánná alakítottak, kilenc darabot pedig kiállítottak.
A magyar gőzmozdonyok közül a 424-es volt a legsikeresebb. 1958-ig összesen 514 darabot gyártottak, ebből 149-et külföldi, főként jóvátételi megrendelésre.
Az 1970-es évekig mindennapos látvány volt a füstfelhőbe burkolózó mozdony a vonatok élén. A típus szolgálata hosszú ideig tartott, az 1920-as évektől a személyvonati gőzvontatás 1984-es megszűnéséig.
Jelenleg kettő működőképes példány üzemel, a 424,247 pályaszámú, pakuratüzelésű mozdony, és a 424,009-es széntüzelésű mozdony, mely 2008. február 21-én történő leállítása után 2020.08.11-én egy nagyjavítást követően újra sikeres futópróbát tett. Korábban a flottához tartozott még a 424,262-es és a 287-es is, ám a csökkenő igények miatt ezekre a mozdonyokra már üzemképes állapotban nem volt szükség. A 262-est még 1998-ban leállították, a 287-es pedig 2005-ben állt le.

## Meglévő 424-esek Magyarországon
Más típusokkal (amelyekből gyakran egy sem maradt fenn) összehasonlítva meglehetősen sok 424-es menekült meg az elbontás elől:
- 424,001: Magyar Vasúttörténeti Park A-fordítókorongjánál található.[4] (1997-ig a zágrábi pályaudvaron volt kiállítva, 1998-tól 2016-ig a Közlekedési Múzeum hajdani városligeti épülete előtt kiállítva). A mozdony a Magyar Műszaki és Közlekedési múzeum időszakos kiállítása miatt 2021 januárjában a volt Északi Járműjavító dízel csarnokába került.
- 424,005: Istvántelki járműjavító üzemben tárolva (korábban Rákosrendező állomáson volt kiállítva)
- 424,009: Istvántelki járműjavító üzemben tárolva, széntüzeléses nosztalgia mozdonyként üzemel. (2008-ban leállítva, 2020 nyarán ismét üzembe helyezve).[5]
- 424,053: Istvántelki járműjavító üzemben tárolva
- 424,124: Dombóvár állomáson kiállítva
- 424,127: Istvántelki járműjavító üzemben 1984. Május 1-én kiállítva 424,053-ként, 2004 óta az omladozó csarnokban tárolva.
- 424,129: Celldömölk állomáson van kiállítva
- 424,140: Fertőboz állomáson kiállítva
- 424,247: Istvántelki járműjavító üzemben tárolva, 1989-ben pakuratüzelésesre átalakítva, 1985 óta nosztalgia mozdonyként üzemel. (A szerkocsija emiatt zárt kialakítású. A védőtetőről könnyen felismerhető. A kazánja gázolajjal is fűthető.)[6]
- 424,262: Istvántelki járműjavító üzemben tárolva (1998-ig üzemképes)
- 424,273: (JŽ 11-059) Újzágráb-Istok pályaudvaron félreállítva.[7]
- 424,275: (JŽ 11-061) Knin állomáson félreálltva.
- 424,276: (JŽ 11-062) Újzágráb-Istok pályaudvaron félreállítva.[8]
- 424,284: Az igazi 284-es a fűtőgépi pályaszámán (424-07) az Istvántelki járműjavító üzemben tárolva
- 424,284': Az eredetileg 424,287-es mozdony 1999-es leállítása után átszámozták 284-re, és 2004 óta az Istvántelki járműjavító üzem területén van kiállítva
- 424,285': Az 1999-ben leállt 424,287-es pályaszámú mozdony akkori felújításában a 285-ös számos alkatrészét beszerelték a 287-esbe, ezért a 285-öst átszámozták 287-re
- 424,287: 424,284 pályaszámon kiállítva az Istvántelki járműjavító üzem területén
- 424,287': Eredetileg a 424,285 (és még sok más) alkatrészéből újították fel 2000-ben, majd 2005-ig üzemelt, jelenleg az Istvántelki járműjavító üzemben tárolva
- 424,309: Nagykanizsa állomáson kiállítva
- 424,320: Szolnok pályaudvarán kiállítva
- 424,353: Tokaj állomáson kiállítva
- 424,365: Magyar Vasúttörténeti Parkban kiállítva (2004-ig Gárdony állomáson volt kiállítva)

Magyarország 20 darabot küldött Észak-Korea részére hadi segélyként a koreai háború idején.

## Megjelenése a kultúrában
- Désiré apja , Cseh Tamás, Bereményi Géza  Antoine és Désiré (1978) című lemeze
- Száll a 424-es (1981), Dér András filmje
- Locomotiv GT zenekar 424 – Mozdonyopera (1997) című lemeze
- Holtvágány[9] TV film (1976) 424.361 érkezik a film elején
- A Megtörtént bűnügyek című televíziós sorozat 1. részében a 424.318 pályaszámú mozdony látható, egyértelműen azonosítható módon 49 perc 42 másodperc környékén.
- Koltai Róbert Csocsó, avagy éljen május elseje! című filmjében a 424.247 pályaszámú mozdony látható több ízben is, érkezésével kívánják felavatni Acélváros új vasúti megállóhelyét. Ugyanez a mozdony még bő másfél évtizeddel később is filmszerepet kapott, Szász Attila Örök tél című, zömmel az 1940-es évek második felében játszódó filmjében volt látható. A 2017-ben készült Cédric Jimenez: HHhH – Himmler agyát Heydrichnek hívják filmben is ez a mozdony vontatja azt a vonatot, amivel Reinhard Heydrich merénylői Prágába érkeznek (a filmen a budapesti Nyugati pályaudvar helyettesíti); illetve ugyanez a mozdony feltűnik a szintén 2017-ben, Török Ferenc rendezésében készült 1945 című filmben is.